# Beni Ukil de Axara
Beni Ukil de Axara (pronunciado [a'ʃa.ɾa], en árabe: بني وكيل اولاد امحند‎, en lenguas bereberes: ⴱⵏⵉ ⵡⴽⵉⵍ ⴰⵢⵜ ⵎⵃⵏⴷ, en francés: Bni Oukil Oulad M'Hand) es un municipio marroquí en la región Oriental. Desde 1912 hasta 1956 perteneció a la zona norte del Protectorado español de Marruecos.